# 垂直森林
垂直森林（義大利語：Bosco Verticale）是意大利米兰新门区的一对住宅塔楼，位于Via Gaetano de Castillia和Via Federico Confalonieri之间，靠近米蘭加里波底門站。两栋楼的高度分别为111（364英尺） 与76（249英尺），8,900平方（96,000平方英尺）的露台上将栽种900多棵树（第一栋约550棵第二栋350棵树）。综合楼内也是一个11层的写字楼，它的立面不会栽种植物。
该建筑由博埃里工作室（斯特凡诺·博埃里、贾南德雷亚·巴雷卡和乔瓦尼·拉·）设计。